# Ronde van Romandië 2009
De Ronde van Romandie 2009 was een wielerwedstrijd die van 28 april tot en met 3 mei werd gereden. De koers, onderdeel van de UCI Wereldranglijst 2009, werd gewonnen door de Tsjech Roman Kreuziger van Liquigas.

## Etappe-overzicht
| etappe  | datum    | start             | finish            | afstand      | winnaar         | klassementsleider |
| ------- | -------- | ----------------- | ----------------- | ------------ | --------------- | ----------------- |
| Proloog | 28 april | Lausanne          | Lausanne          | 3,1 km (IT)  | František Raboň | František Raboň   |
| 1e      | 29 april | Montreux          | Fribourg          | 176,2        | Ricardo Serrano | Grégory Rast      |
| 2e      | 30 april | La Chaux-de-Fonds | La Chaux-de-Fonds | 161,5        | Óscar Freire    | Grégory Rast      |
| 3e      | 1 mei    | Yverdon-les-Bains | Yverdon-les-Bains | 14,8 km (PT) | Team Columbia   | František Raboň   |
| 4e      | 2 mei    | Estavayer-le-Lac  | Sainte-Croix      | 157,5        | Roman Kreuziger | Roman Kreuziger   |
| 5e      | 3 mei    | Aubonne           | Genève            | 150,5        | Óscar Freire    | Roman Kreuziger   |

## Eindklassementen

### Algemeen klassement
| Plaats    | Naam                | Ploeg            | Tijd      |
| --------- | ------------------- | ---------------- | --------- |
| Gele trui | Roman Kreuziger     | Liquigas         | 14u20'14" |
| 2         | Vladimir Karpets    | Katjoesja        | + 18"     |
| 3         | Rein Taaramäe       | Cofidis          | + 25"     |
| 4         | Alejandro Valverde  | Caisse d'Epargne | + 46"     |
| 5         | Rigoberto Urán      | Caisse d'Epargne | + 48"     |
| 6         | Lars Bak            | Saxo Bank        | + 1' 01"  |
| 7         | Cadel Evans         | Silence - Lotto  | + 1' 07"  |
| 8         | Tony Martin         | Team Columbia    | + 1' 08"  |
| 9         | Fredrik Kessiakoff  | Fuji-Servetto    | + 1' 16"  |
| 10        | Kanstantsin Siwtsow | Team Columbia    | + 1' 21"  |
|           |                     |                  |           |
| 14        | Philippe Gilbert    | Silence - Lotto  | + 1' 29"  |

### Puntenklassement
| Plaats      | Naam          | Ploeg              | Punten |
| ----------- | ------------- | ------------------ | ------ |
| Groene trui | Grégory Rast  | Astana             | 15     |
| 2           | Florent Brard | Cofidis            | 12     |
| 3           | Jérôme Coppel | Française des Jeux | 9      |

### Bergklassement
| Plaats    | Naam            | Ploeg                 | Punten |
| --------- | --------------- | --------------------- | ------ |
| Roze trui | Laurens ten Dam | Rabobank              | 36     |
| 2         | Matthieu Sprick | Bbox-Bouygues Telecom | 28     |
| 3         | David Moncoutié | Cofidis               | 26     |

### Jongerenklassement
| Plaats     | Naam            | Ploeg            | Tijd      |
| ---------- | --------------- | ---------------- | --------- |
| Witte trui | Roman Kreuziger | Liquigas         | 14u20'14" |
| 2          | Rein Taaramäe   | Cofidis          | + 25"     |
| 3          | Rigoberto Urán  | Caisse d'Epargne | + 48"     |

### Ploegenklassement
| Plaats | Ploeg            | Tijd      |
| ------ | ---------------- | --------- |
|        | Caisse d'Epargne | 42u26'09" |
| 2      | Astana           | + 56"     |
| 3      | Fuji-Servetto    | + 57"     |

Mannen: 1947 · 1948 · 1949 · 1950 · 1951 · 1952 · 1953 · 1954 · 1955 · 1956 · 1957 · 1958 · 1959 · 1960 · 1961 · 1962 · 1963 · 1964 · 1965 · 1966 · 1967 · 1968 · 1969 · 1970 · 1971 · 1972 · 1973 · 1974 · 1975 · 1976 · 1977 · 1978 · 1979 · 1980 · 1981 · 1982 · 1983 · 1984 · 1985 · 1986 · 1987 · 1988 · 1989 · 1990 · 1991 · 1992 · 1993 · 1994 · 1995 · 1996 · 1997 · 1998 · 1999 · 2000 · 2001 · 2002 · 2003 · 2004 · 2005 · 2006 · 2007 · 2008 · 2009 · 2010 · 2011 · 2012 · 2013 · 2014 · 2015 · 2016 · 2017 · 2018 · 2019 · 2020 · 2021 · 2022 · 2023 · 2024 · 2025
Vrouwen: 2022 · 2023 · 2024 · 2025
 Tour Down Under · 
 Ronde van Vlaanderen · 
 Ronde van het Baskenland · 
 Gent-Wevelgem · 
 Amstel Gold Race · 
 Ronde van Romandië · 
 Ronde van Catalonië · 
 Critérium du Dauphiné Libéré · 
 Ronde van Zwitserland · 
 Clásica San Sebastián · 
 Ronde van Polen · 
 Vattenfall Cyclassics · 
  Eneco Tour · 
 GP Ouest France-Plouay